# Pheromones
Pheromones è il primo album in studio del gruppo rock norvegese Animal Alpha, pubblicato nel 2005.

## Tracce
1. Billy Bob Jackson – 4:09
2. I.R.W.Y.T.D – 2:44
3. Bundy – 3:47
4. Most Wanted Cowboy – 5:37
5. Catch Me – 2:36
6. 101 Ways – 5:52
7. Deep In – 4:23
8. My Droogies – 5:44
9. Bend Over – 4:35
10. Remember the Day – 2:47